# Dorfkirche Altherzberg

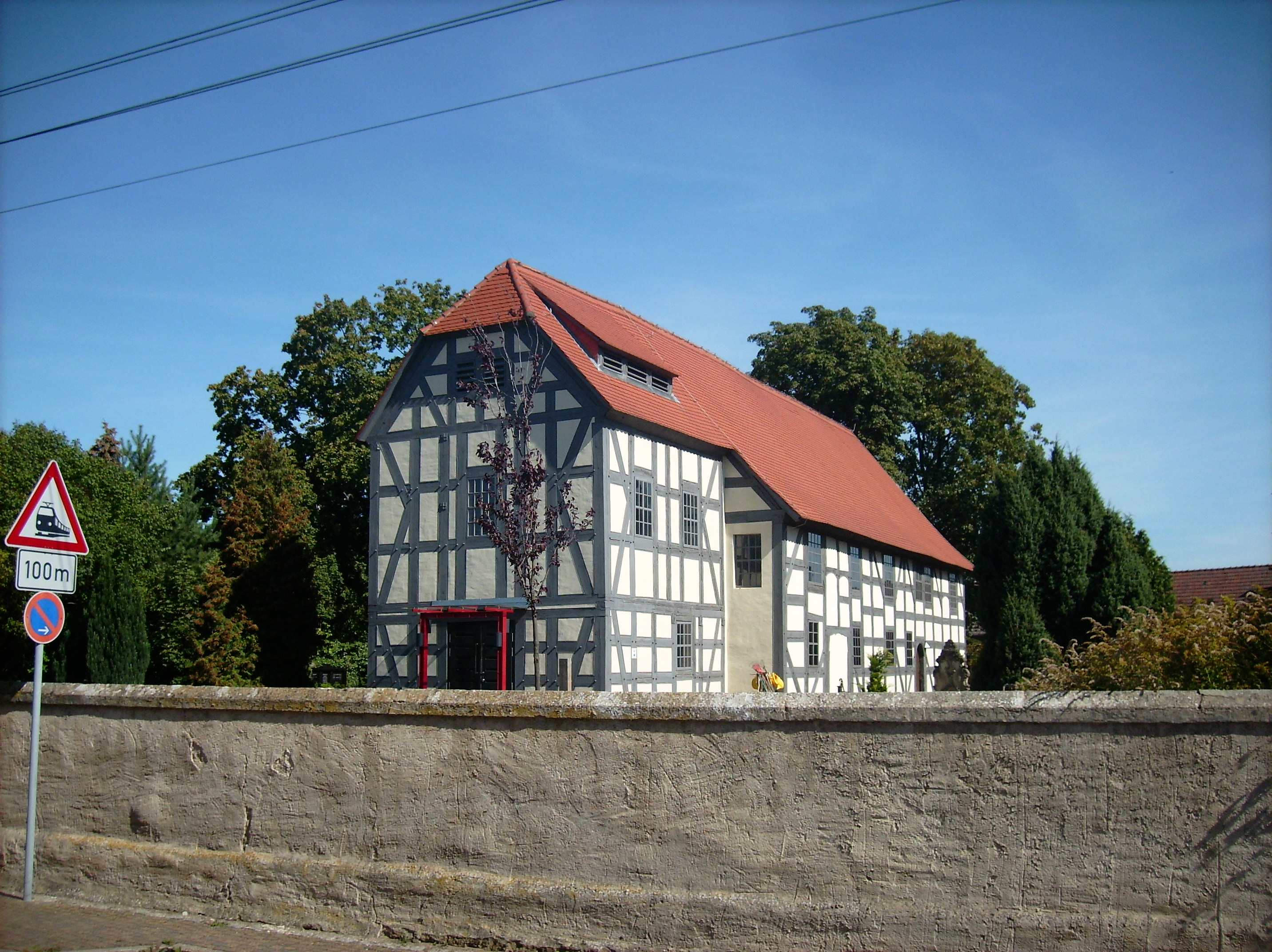
Fachwerkkirche in Altherzberg

Die unter Denkmalschutz stehende Dorfkirche Altherzberg wurde 1658 errichtet. Sie ist der Ersatzbau für eine im Jahr 1631 während der Belagerung Herzbergs abgebrannte Kirche und ist von einem Friedhof umgeben. Die Kirchengemeinde gehört zum Pfarrbereich Herzberg im Kirchenkreis Bad Liebenwerda der Evangelischen Kirche in Mitteldeutschland.

## Geschichte
Bis zum Erwerb des Dorfes Alt Herzberg durch die Stadt Herzberg an der Elster bildete die aus dem Mittelalter stammende Kirche eine eigene Parochie und war dem Amt Schlieben zugehörig. Nachdem die Stadt Herzberg im Jahr 1533 den Ort erworben hatte, wurde die Kirche als Marstall genutzt. Während des Dreißigjährigen Krieges brannte das Bauwerk im Jahr 1631 ab. Der heute vorhandene Fachwerkbau stammt aus dem Jahr 1658 und wurde auf dem Feldsteinfundament des vorher an dieser Stelle errichteten Bauwerks nordöstlich des Dorfangers errichtet. Im 19. Jahrhundert erfolgten zahlreiche Umbau- und Renovierungsarbeiten. Dabei wurde der ursprünglich vorhandene Kirchturm an der Westseite des Gebäudes nur bis zur Höhe des Kirchenschiffs erneuert. Die heute noch vorhandene Vorhalle der Kirche stammt ebenfalls aus dieser Zeit.

## Ausstattung

### Taufstein
Der Taufstein der Kirche stammt aus dem Jahr 1682 und steht auf einem oktonalen Fuß.

### Altar
Der in der Kirche vorhandene Kanzelaltar stammt aus der Zeit des Barock und wurde um 1700 angefertigt. Am Kanzelkorb sind die Büsten der vier Evangelisten angebracht.

### Orgel
Gebaut wurde die Orgel der Kirche vom Orgelbaumeister Johann Christian Friedrich Flemming in Torgau zwischen 1788 und 1789. Anfang des 19. Jahrhunderts erfolgte eine erste Restaurierung. In den Jahren von 2000 bis 2002 wurde die Orgel instand gesetzt. Sie hat folgende Disposition:
| I Manual C–c3 |             |       |
| 1.            | Gedackt     | 8′    |
| 2.            | Salicional  | 8′    |
| 3.            | Principal   | 4′    |
| 4.            | Flöte       | 4′    |
| 5.            | Nassat      | 2 ⁄3′ |
| 6.            | Octave      | 2′    |
| 7.            | Scharff III |       |
| 8.            | Cornet III  |       |

| Pedal C–c1 |        |     |
| 9.         | Subbaß | 16′ |
| 10.        | Violon | 8′  |

- Koppeln: I/P
- Spielhilfe: Calcant